# Exochus farmellus
Exochus farmellus là một loài tò vò trong họ Ichneumonidae.